# Mérouville
Mérouville es una comuna francesa situada en el departamento de Eure y Loir, en la región de Centro-Valle del Loira.

## Demografía
| 246 | 228 | 215 | 206 | 201 | 181 | 212 |
| Para los censos de 1962 a 1999 la población legal corresponde a la población sin duplicidades (Fuente: INSEE [Consultar]) |     |     |     |     |     |     |